# Open Content License
Open Content License är en licens för öppet innehåll (jämför öppen källkod).